# الکسی اراکچف

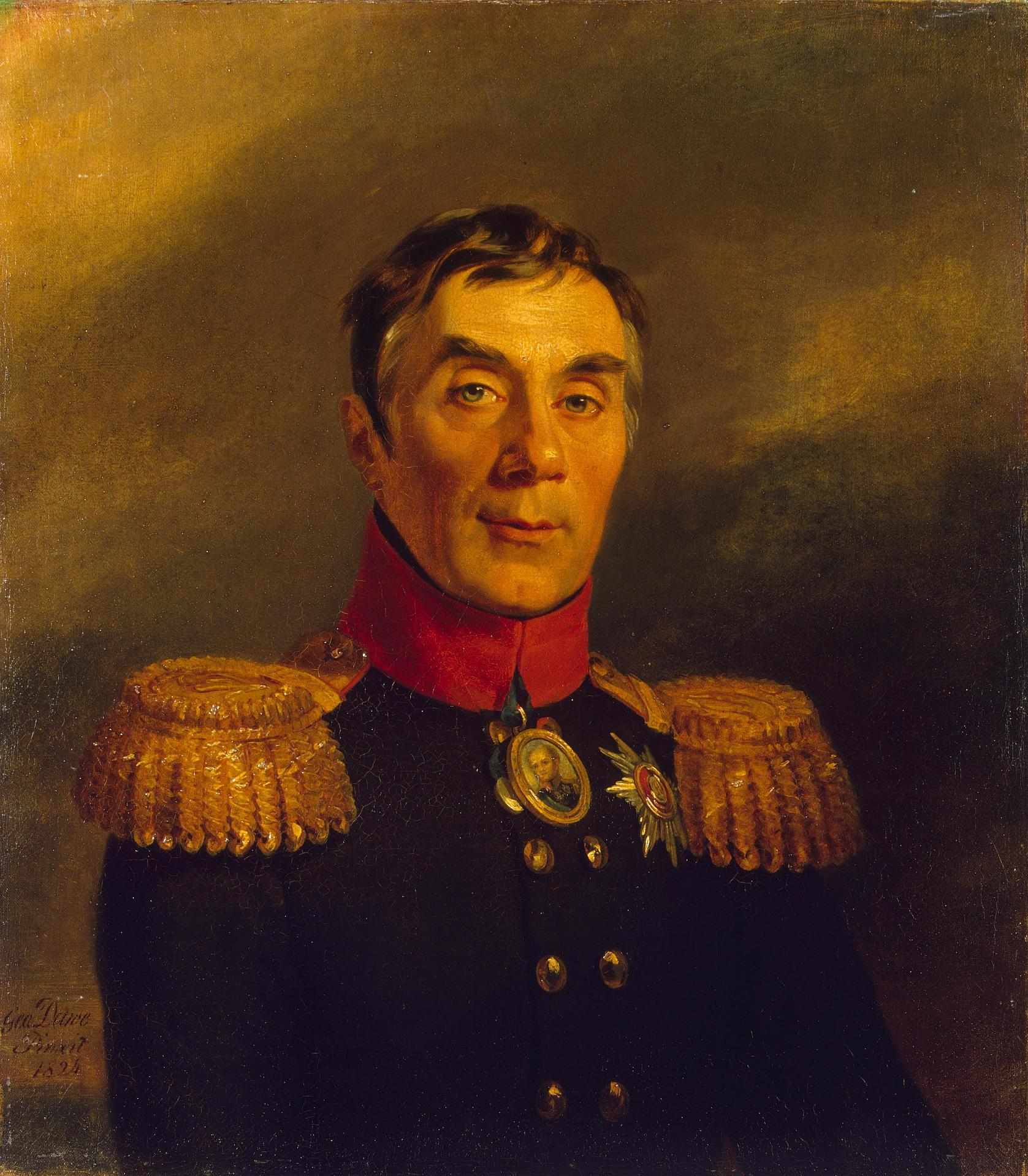
تک‌چهره نگاری توسط جورج داو

کنت الکسی آندریویچ اراکچف یا آراکچف ( روسی: граф Алексе́й Андре́евич Аракче́ев) ( ۴ اکتبر [سبک قدیمی: ۲۳ سپتامبر] ۱۷۶۹  - ۳ می [سبک قدیمی: ۲۱ آوریل] ۱۸۳۴) یک ژنرال و دولتمرد امپراتوری روسیه در زمان سلطنت تزار الکساندر یکم بود.
او در زمان تزارها پاول یکم و الکساندر یکم به عنوان فرمانده ارتش و بازرس توپخانه خدمت کرد. او خلق و خوی خشن داشت، اما توپچی ماهری بود و به خاطر اصلاحاتش در توپخانه روسیه معروف به «سیستم ۱۸۰۵» شهرت دارد.  هنگامی که الکساندر توسط نیکلای یکم جانشین شد، او تمام مناصب خود را از دست داد.

## سال‌های اول
کنت آراکچایف در املاک پدرش در گاروسوو ، در ویشنوولوتسکی اویزد (در آن زمان بخشی از استان نووگورود ، از سال ۱۷۹۶ بخشی از فرمانداری توور ) به دنیا آمد. او در ریاضیات توسط یک کشیش تحصیل کرد و با اینکه در حساب می درخشید، هرگز در نوشتن و دستور زبان تسلط نداشت.  در سال ۱۷۸۳، با کمک ژنرال پیتر ایوانوویچ ملیسینو ، اراکچف در مدرسه توپخانه شلیاختنی در سن پترزبورگ ثبت نام کرد. در سال ۱۷۸۷ او یک مربی ستوان شد و به پسران شاهزاده نیکلاس سالتیکوف درس توپخانه و استحکامات داد. در سال ۱۷۹۱ او دستیار مدیر مدرسه شد. 
در سال ۱۷۹۲ سالتیکوف آراکچایف را به تزارویچ پل، پسر تزارینا کاترین کبیر و وارث تاج و تخت، که در جستجوی یک افسر توپخانه توانا بود، توصیه کرد. آراکچایف افسر ارشد توپخانه فرمانده نظامی اقامتگاه پل، کاخ گاچینا شد. 

## سلطنت پاول یکم
آراکچایف به خاطر رفتارهای بی رحمانه و غیرت خود مورد توجه قرار گرفت و تا سال ۱۷۹۴ بازرس توپخانه در گاچینا بود. دو سال بعد، او بازرس پیاده نظام ارتش شد که توسط کاترین ارتقا یافت. 
کاترین در سال ۱۷۹۶ درگذشت و آراکچایف در طول سلطنت تزار پل در کنار او بود.  در ۷ نوامبر ۱۷۹۶، آراکچایف از سرهنگ به ژنرال ارتقا یافت و به عنوان فرمانده پادگان سن پترزبورگ منصوب شد.  در آوریل ۱۷۹۷، او به درجه یک فرمانده کل ارتقا یافت و عنوان بارون را از تزار دریافت کرد. یک سال بعد، پس از خودکشی یک افسر، سرهنگ لن، به طور موقت با درجه سپهبد بازنشسته شد.  در سال ۱۷۹۹ به عنوان بازرس کل توپخانه و سرلشکر چهارم بازگردانده شد و عنوان کنت به او داده شد.  او در سال ۱۸۰۰ پس از پنهان کردن اعمال ناشایست توسط زیردستانش رسوا شد و بازنشسته شد. نام او مترادف شده بود با استبداد، که در روسی به عنوان Arakcheyevshchina  شناخته می شود.

## سلطنت الکساندر یکم
در ماه مه ۱۸۰۳ تزار جدید الکساندر یکم موقعیت خود را به عنوان بازرس توپخانه بازگرداند. در سالهای اول او واحدهای توپخانه را سازماندهی کرد، آموزش افسران را بهبود بخشید و مقررات جدیدی را صادر کرد. 
پس از دروس آموخته شده در نبرد آسترلیتز ، جایی که توپخانه روسی عملکرد ضعیفی داشت، آراکچایف "سیستم ۱۸۰۵" را ابداع کرد.  بر اساس این ترتیب، تفنگ های ۶ و ۱۲ پوندی در سراسر ارتش و همچنین از گلوله های ۲، ۱۰ و ۱۸ پوندی استفاده می شد. بر اساس سیستم جدید، یک لشکر روسی به اندازه کل سپاه فرانسوی توپخانه داشت.  یک گردان توپخانه پیاده متشکل از دو گروهان سبک و دو گروهان سنگین بود.  یک گروهان توپخانه سبک پا متشکل از چهار گلوله ۱۰ پوندی، چهار تفنگ سبک و چهار تفنگ متوسط ۶ پوندی بود. یک گروهان توپخانه سنگین دارای چهار تفنگ سبک و چهار تفنگ ۱۲ پوندی سنگین و چهار گلوله ۱۸ و ۲ پوندی بود. شش تفنگ ۶ پوندی سبک و شش گلوله ۱۰ پوندی یک گروه توپخانه اسب را ساختند.   لیکورن ها معمولاً در کناره های باتری ها مستقر می شدند.  همه این اسلحه ها به جای سیستم قدیمی گوه ها از مکانیزم بالابر پیچ استفاده می‌کردند و دارای دستگاه دید بهبود یافته بودند. 
او که در ژانویه ۱۸۰۸ به سمت وزیر جنگ و بازرس کل همه پیاده نظام و توپخانه ارتقا یافت، یک بار دیگر ارتش و درجه بندی کارکنان ارتش را سازماندهی کرد. او در سال ۱۸۰۸ نشریه ای به نام "مجله توپخانه" ایجاد کرد. در طول جنگ فنلاند ۱۸۰۸-۱۸۰۹، الکساندر به ارتش دستور داد تا از طریق خلیج یخ زده بوتنیا به سوئد حمله کنند. تنها اراکچایف حاضر به انجام این کار بود.  در سال ۱۸۱۰، آراکچيف از سمت وزير جنگ استعفا داد و در هيئت مديره شوراي دولت به عنوان رئيس علوم نظامي نشسته بود. 
در طول جنگ میهنی ۱۸۱۲ ، او بر استخدام و مدیریت تدارکات ارتش نظارت داشت. او چندین اصلاحات نظامی مفید را ارائه کرد که خود را در طول جنگ های ۱۸۱۲-۱۸۱۴ ثابت کرد. آراکچایف در تمام مدت خدمتش به دلیل پیروی دقیق از اراده تزار مشهور بود.
- | « | «من دوست تزار هستم و شکایت از من فقط به خدا می‌تواند باشد.» | » |

از سال ۱۸۱۶ او مستعمرات نظامی-کشاورزی را سازماندهی کرد، ایده ای که در ابتدا توسط الکساندر یکم مطرح شد. در ابتدا آراکچایف سعی کرد با آنها مخالفت کند، اما وقتی موافقت کرد، این کار را با سختگیری بی امان انجام داد. سختی‌های خدمت سربازی همراه با سختی های زندگی دهقانی شرایط وحشتناکی را در آن سکونتگاه ها ایجاد کرد.
بی‌رحمی‌ای که او در ارتش از خود نشان می‌داد، به خانه‌اش هم کشیده شد. زنان دهقان در املاک گروزینو متعلق به اراکچایف در نزدیکی نووگورود مجبور بودند هر سال یک فرزند داشته باشند. آراکچایف حتی دستور داد که همه گربه ها را به دار آویختند، زیرا به بلبل علاقه داشت.
از سال ۱۸۱۵ تا مرگ تزار الکساندر، اراکچایف به عنوان عضو شورای ایالتی نزدیک تزار بود و صدایی تأثیرگذار در اطرافیان تزار بود. در طول سفرهای الکساندر یکم به خارج از کشور، اراکچف با هر قانونی موافقت می کرد.  در سال ۱۸۲۳ او "در اوج قدرت خود" بود و توانست با جلب حمایت یک کشیش آتشین، ارشماندریت فوتیوس ، که گولیتسین را به ارتداد متهم کرد، نقشه سقوط رقیب خود، وزیر آموزش و پرورش، شاهزاده الکساندر گولیتسین را طراحی کند.  او همچنین پیوتر میخائیلوویچ ولکونسکی را مجبور به استعفا کرد 

## سالهای بعد
پس از جانشینی الکساندر یکم توسط نیکلای یکم ، آراکچایف از تمام مناصب دولت، از جمله کرسی شورای دولتی و بازرس توپخانه و پیاده نظام برکنار شد. او از دربار برکنار شد و به املاک خود، گروزینو ، نزدیک نووگورود تبعید شد. او تا زمان مرگش در سال ۱۸۳۴ در آنجا زندگی کرد و در یک کلیسای محلی به خاک سپرده شد. علاوه بر این، پس از مرگ اراکچایف، تزار به دلیل ناتوانی در یافتن وارث قانونی، زمین و دارایی وی را مسترد کرد. 

## زندگی شخصی
اراکچایف املاک گروزینو در نزدیکی نووگورود را در سال ۱۷۸۸ خریداری کرد  او در ۳۰ سالگی بود که با آناستازیا واسیلیونا خوموتووا ۱۸ ساله ازدواج کرد. او مهمانی ها و رقص ها را دوست داشت. او این کار را نکرد، به شدت به او حسادت می‌کرد و فهرستی از آدرس‌های ممنوعه را به خدمتکاران داد. در سال دوم ازدواج او را ترک کرد و آنها دیگر ملاقات نکردند. 
آراکچف همچنین یک معشوقه طولانی مدت به نام ناستازیا فدوروونا مینکینا داشت. در زمان غیبت او از املاک آنها، او پسری به دنیا آورد که موهای قرمز و چشمان آبی داشت و نه به او و نه به اراکچایف شباهت داشت.  پسر میخائیل شومسکی نام داشت و تبدیل به یک مستی دردسرساز شد. مینکینا آنقدر ظالم بود که توسط خدمتکاران خشمگین به قتل رسید. اراکچیف غمگین بود و مدتی قادر به انجام وظیفه در دادگاه نبود. 
همچنین یک «همسر دهقانی غیررسمی» وجود داشت که برای او دو پسر نامشروع به دنیا آورد که برای تحصیل در سپاه دز پیج فرستاده شدند 

## خلق و خو و "آراکچیفشچینا"
اراکچایف گفته می شود  دو افسر جوان را اعدام کرده و آنها را تا گردن دفن کرده و از گرسنگی و تشنگی رها کرده اند. در موقعیتی دیگر گفته می شود که او شخصاً سر یک افسر دیگر را با شمشیر خود پس از تخلفی که متوجه شده بود، برید.  "آراکچایفشچینا" ( روسی: аракчеевщина   ، تقریباً به عنوان "رژیم اراکچف" ترجمه شد  یک اصطلاح تحقیرآمیز برای یک دولت نظامی، که به "فضای سرکوب ارتجاعی بسته شده بر جامعه روسیه" دلالت می کند.  نویسندگان شوروی معمولاً این اصطلاح را برای توصیف رژیم سرکوب ارتجاعی به کار می بردند. به عنوان مثال، در سال ۱۹۵۰ ژوزف استالین وضعیتی را که ایوان مشچانینوف در مؤسسه زبان و اندیشه اتحاد جماهیر شوروی ایجاد کرد، به عنوان " آراکچفشچینا " توصیف کرد.

## در فرهنگ عامه
آراکچایف در رمان جنگ و صلح لئو تولستوی ظاهر می شود، زمانی که شاهزاده آندری در سال ۸۰۹ مخاطبان خود را همراهی می کند. تولستوی او را بی‌ادب، تند، بدون دستور، با «ابروهای اخم‌شده، چشم‌های کسل‌کننده و بینی قرمز آویزان» به تصویر می‌کشد.

## یادداشت
1. ↑  Jenkins, Michael. Arakcheev: Grand Vizier of the Russian Empire. Faber and Faber, 1969, p 30
2. ↑  Jenkins, pp 31-38
3. ↑  Jenkins, p 39
4. 1 2 3 4 5  "ARAKCHEEV, ALEKSEY ANDREEVICH". Krugosvet. Archived from the original on 2006-06-24. Retrieved 2006-05-08.
5. 1 2  Jenkins, p 55
6. ↑  Jenkins, p 69
7. ↑  Jenkins, p 70
8. 1 2 3  Kinard, Jeff (2007). Artillery: An Illustrated History of Its Impact. Oxford: ABC-CLIO. pp. 159–160. ISBN 978-1-85109-556-8.
9. ↑  Rothenberg, Gunther Erich (1980). The Art of Warfare in the Age of Napoleon. Indiana University Press. pp. 201–202. ISBN 978-0-253-20260-4.
10. ↑  Jenkins, chapter 4
11. ↑  И.Н. Христофоров. "Аракчеев и "Аракчеевщина"". журнала "Воин России". Archived from the original on 2005-02-14. Retrieved 2006-05-08. (به روسی)
12. ↑  Jenkins, pp 222-230
13. ↑  Montefiore, Simon Sebag. The Romanovs: An Intimate Chronicle of the Russian Royal Family. London: Weidenfeld & Nicolson, 2014. p 331
14. ↑  Jenkins, pp 104-106
15. ↑  Jenkins, pages 93-95
16. ↑  Jenkins, chapter 8
17. ↑  Figes, Orlando. Natasha's Dance, Penguin 2003, p 105
18. ↑  Tosi, Alessandra. Waiting for Pushkin: Russian Fiction in the Reign of Alexander I (1801-1825). شابک ‎۹۰−۴۲۰−۱۸۲۹−۱. Page 28.